# Rally Barum Zlín

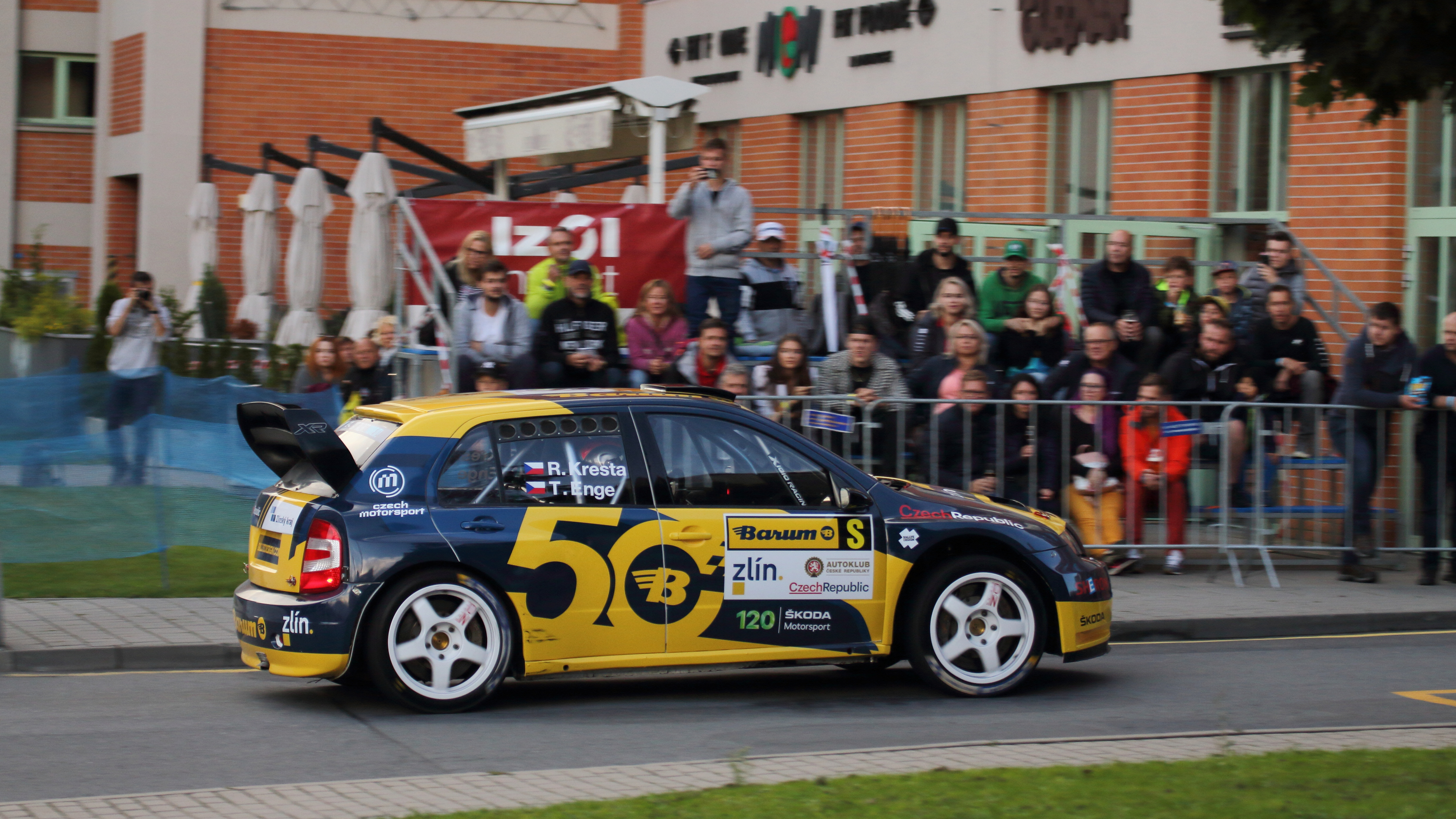

Il Rally Barum Zlin (nome completo Barum Czech Rally Zlín) è una gara di rally, che si svolge nella Regione di Zlín, nella Repubblica Ceca alla fine dell'estate. Grazie alla vicinanza della città di Zlín con la Slovacchia, molte prove infatti toccano pure la Slovacchia.
Attualmente è corso solo su fondo di asfalto e su strade lastricate, mentre in precedenza su asfalto e ghiaia. Tutte le edizioni sono state sponsorizzate dal produttore ceco di pneumatici Barum. Ha fatto parte dal 1983 delle prove del Campionato Europeo Rally e fa parte anche della serie Intercontinental Rally Challenge dalla sua inaugurazione nel 2006.

## Albo d'oro delle ultime edizioni
| Anno | Denominazione               | Pilota                                 | Auto                                   | Validità                      |
| ---- | --------------------------- | -------------------------------------- | -------------------------------------- | ----------------------------- |
| 1971 | 1. Barum Rallye             | Jan Halmazňa                           | Škoda 1100 MB                          | -                             |
| 1972 | 2. Barum Rallye             | Vladimír Hubáček                       | Alpine-Renault A110                    | Campionato rally cecoslovacco |
| 1973 | 3. Barum Rallye             | Vladimír Hubáček                       | Alpine-Renault A110                    | Campionato rally cecoslovacco |
| 1974 | 4. Barum Rallye             | Wolfgang Hauck                         | Porsche 911 Carrera RS                 | Campionato rally cecoslovacco |
| 1975 | 5. Barum Rallye             | Vladimír Hubáček                       | Alpine-Renault A110 1600               | Campionato rally cecoslovacco |
| 1976 | 6. Barum Rallye             | John Haugland                          | Škoda 130 RS                           | -                             |
| 1977 | 7. Barum Rallye             | Václav Blahna                          | Škoda 130 RS                           | MRC                           |
| 1978 | 8. Barum Rallye             | Jiří Šedivý                            | Škoda 130 RS                           | MRC                           |
| 1979 | 9. Barum Rallye             | John Haugland                          | Škoda 130 RS                           | MRC                           |
| 1980 | 10. Barum Rallye            | John Haugland                          | Škoda 130 RS                           | MRC                           |
| 1981 | 11. Barum Rallye            | Sam                                    | Porsche 911 SC                         | Alpe Adria Cup                |
| 1982 | 12. Barum Rallye            | Gerhard Kalnay                         | Opel Ascona 400                        | Alpe Adria Cup                |
| 1983 | 13. Barum Rallye            | Ladislav Křeček                        | Škoda 130 RS                           | Alpe Adria Cup                |
| 1984 | 14. Barum Rallye            | Harald Demuth                          | Audi 80 Quattro                        | ERC                           |
| 1985 | 15. Barum Rallye            | Harald Demuth                          | Audi Quattro A2                        | ERC                           |
| 1986 | 16. Barum Tríbeč Rallye     | Leo Pavlík                             | Audi Quattro A2                        | ERC                           |
| 1987 | 17. Barum Tríbeč Rallye     | Attila Ferjáncz                        | Audi Coupé Quattro                     | ERC                           |
| 1988 | 18. Barum Tríbeč Rallye     | Franz Wittmann Sr.                     | Lancia Delta HF 4WD                    | ERC                           |
| 1989 | 19. Barum Rallye            | Franz Wittmann Sr.                     | Lancia Delta Integrale                 | ERC                           |
| 1990 | 20. Barum Rallye            | Mikael Sundström                       | Mazda 323 4WD                          | ERC                           |
| 1991 | 21. Barum Rallye            | Patrick Snijers                        | Ford Sierra RS Cosworth 4x4            | ERC                           |
| 1992 | 22. Barum Rallye            | Erwin Weber                            | Mitsubishi Galant VR-4                 | ERC                           |
| 1993 | 23. Barum Rallye            | Raimund Baumschlager                   | Ford Escort RS Cosworth                | ERC                           |
| 1994 | 24. Barum Rallye            | Patrick Snijers                        | Ford Escort RS Cosworth                | ERC                           |
| 1995 | 25. Barum Rallye            | Enrico Bertone                         | Toyota Celica Turbo 4WD (ST185)        | ERC                           |
| 1996 | 26. Barum Rallye            | Stanislav Chovanec                     | Ford Escort RS Cosworth                | ERC                           |
| 1997 | 27. Barum Rally             | Enrico Bertone                         | Toyota Celica Turbo 4WD (ST185)        | ERC                           |
| 1998 | 28. Barum Rally             | Enrico Bertone                         | Toyota Celica GT-Four (ST205)          | ERC                           |
| 1999 | 29. Barum Rally             | Janusz Kulig                           | Toyota Celica GT-Four (ST205)          | ERC                           |
| 2000 | 30. Barum Rally             | Roman Kresta                           | Škoda Octavia WRC                      | ERC                           |
| 2001 | 31. Barum Rally             | Roman Kresta                           | Škoda Octavia WRC Evo2                 | ERC                           |
| 2002 | 32. Barum Rally Zlín        | Renato Travaglia                       | Peugeot 206 WRC                        | ERC                           |
| 2003 | 33. Barum Rally Zlín        | Václav Pech Jr.                        | Ford Focus WRC '02                     | ERC                           |
| 2004 | 34. Barum Rally Zlín        | Simon Jean-Joseph                      | Renault Clio S1600                     | ERC                           |
| 2005 | 35. Barum Rally Zlín        | Renato Travaglia                       | Renault Clio S1600                     | ERC                           |
| 2006 | 36. Barum Rally Zlín        | Roman Kresta                           | Mitsubishi Lancer Evo IX               | ERC                           |
| 2007 | 37. Barum Rally Zlín        | Nicolas Vouilloz                       | Peugeot 207 S2000                      | ERC                           |
| 2008 | 38. Barum Rally Zlín        | Freddy Loix                            | Peugeot 207 S2000                      | ERC                           |
| 2009 | 39. Barum Czech Rally Zlín  | Jan Kopecký                            | Škoda Fabia S2000                      | ERC                           |
| 2010 | 40. Barum Czech Rally Zlín  | Freddy Loix                            | Škoda Fabia S2000                      | ERC                           |
| 2011 | 41. Barum Czech Rally Zlín  | Jan Kopecký                            | Škoda Fabia S2000                      | ERC                           |
| 2012 | 42. Barum Czech Rally Zlín  | Juho Hänninen                          | Škoda Fabia S2000                      | ERC                           |
| 2013 | 43. Barum Czech Rally Zlín  | Jan Kopecký                            | Škoda Fabia S2000                      | ERC                           |
| 2014 | 44. Barum Czech Rally Zlín  | Václav Pech Jr.                        | Mini Cooper S2000 1.6T                 | ERC                           |
| 2015 | 45. Barum Czech Rally Zlín  | Jan Kopecký                            | Škoda Fabia R5                         | ERC                           |
| 2016 | 46. Barum Czech Rally Zlín  | Jan Kopecký                            | Škoda Fabia R5                         | ERC                           |
| 2017 | 47. Barum Czech Rally Zlín  | Jan Kopecký                            | Škoda Fabia R5                         | ERC                           |
| 2018 | 48. Barum Czech Rally Zlín  | Jan Kopecký                            | Škoda Fabia R5                         | ERC                           |
| 2019 | 49. Barum Czech Rally Zlín  | Jan Kopecký                            | Škoda Fabia Rally2 Evo                 | ERC                           |
| 2020 | Barum Czech Rally Zlín 2020 | Evento cancellato a causa del COVID-19 | Evento cancellato a causa del COVID-19 | ERC                           |
| 2021 | 50. Barum Czech Rally Zlín  | Jan Kopecký                            | Škoda Fabia Rally2 Evo                 | ERC                           |
| 2022 | 51. Barum Czech Rally Zlín  | Jan Kopecký                            | Škoda Fabia Rally2 Evo                 | ERC                           |
| 2023 | 52. Barum Czech Rally Zlín  | Václav Pech Jr.                        | Ford Focus RS WRC '06                  | ERC                           |
| 2024 | 53. Barum Czech Rally Zlín  | Dominik Stříteský                      | Škoda Fabia RS Rally2                  | ERC                           |